# 王弟 (ハウス・オブ・ザ・ドラゴン)
『王弟』（The Rogue Prince）はHBOのファンタジー・テレビドラマ・シリーズである『ハウス・オブ・ザ・ドラゴン』のシーズン1の第2話である。Ryan Coondalが脚本を書き、グレッグ・ヤイタネスが監督した。日本ではU-NEXTが配信した。

## あらすじ

### キングズランディング
ライス、ミア、タイロシュの三頭市（トライアーキー）が征服した〈踏み石諸島〉(ステップストーンズ)周辺の海域では、ミアの〈蟹餌作り〉クラガスがコアリーズ・ヴェラリオン海相の船を襲って船員を蟹の餌にする。ヴェラリオン公はヴィセーリス王に侵攻を求めるも、王は外交手段を優先する。世継ぎから外されたデイモン王子は怒り、金マント(〈王都の守人〉)を率いてドラゴンストーン島を占領し、真の世継ぎであると宣言する。王の周辺は、女王では難局に当たれないと考え、王に再婚して男子の世継ぎをもうけるよう望むが、妻の死を悲しむ王は躊躇う。小評議会で酌取りをするレイニラ王女はドラゴンを用いて〈踏み石諸島〉を攻めるよう主張するも軽んじられ、〈王の盾〉の欠員選考に向かうよう厄介払いされる。レイニラは新たに総帥となったハロルド・ウェスタリングとともに、サー・クリストン・コールを選ぶ。〈王の手〉オットー・ハイタワーは娘アリセントを王の話し相手に送り込む。
ヴェラリオン公と妻レイニス王女は、12歳の娘レーナを王の再婚相手として推す。かつて大評議会により世継ぎの座を拒まれたレイニスは、女が王位に就くことの困難さをレイニラに語る。デイモンがドラゴンの卵を盗み、取り戻すためにオットーが〈王の盾〉の騎士と兵を率いてドラゴンストーンに向かう。

### ドラゴンストーン
オットーはドラゴンストーンに来て、デイモンとエッソス出身の元娼婦で愛人のミサリアに対面する。デイモンは妊娠しているミサリアと結婚し、ターガリエン家の習慣に従い生まれる子のそばにドラゴンの卵を置くと主張する。デイモンのドラゴン"カラクセス"が脅す中、デイモンの兵とオットーの兵は一触即発となる。だがドラゴン"シアラックス"に乗るレイニラが到来し、世継ぎになりたいなら自分を殺せと叔父に迫り、卵を断念させて戦闘を防ぐ。オットーは卵を持ってキングズランディングに戻る。

### キングズランディング
ヴィセーリス王は、再婚についてハレンの巨城の領主である法相ライオネル・ストロングに相談する。法相は、由緒あるヴァリリアの家柄であり王の艦隊の半分を供出するヴェラリオン家との婚姻を勧める。だが王は小評議会で、アリセントとの再婚を発表する。

### ドリフトマーク
娘レーナを王に拒否されて怒るヴェラリオン公は、本拠ドリフトマーク島にデイモン王子を呼び、虐げられた者同士の同盟を提案する。

## 評判

### 視聴者数
HBO放送の視聴者数は 2.264百万人。HBOによるとHBO Max配信を加えた同時視聴者数は10.2百万人であった。いずれも前回より増加している。